# Distretto di Parcoy
Il distretto di Parcoy  è uno dei tredici distretti della provincia di Pataz, in Perù. Si trova nella regione di La Libertad e si estende su una superficie di 304,99  chilometri quadrati.